# 海的彼端
《海的彼端》（英語：After Spring, the Tamaki Family...）為2016年的台灣紀錄片作品，由黃胤毓導演。內容以二戰前台灣日治時期，大批台灣人移民至日本沖繩石垣島開墾的歷史事件為主題。是導演以「八重山台灣人」為主題的「狂山之海」三部曲的首部作品。

## 創作源起
導演在就讀政治大學廣電系時，選修民族系課程，因而得知在日治時期的沖繩台灣移民史，並且在2012年讀到沖繩記者松田良孝撰寫的《八重山的台灣人》一書。因2013年導演於日本留學，他於2014年起在沖繩進行相關的田野調查，開啟了「狂山之海」系列作品的創作構思。

## 內容簡介
日本沖繩石垣島的玉木家族，為第二次世界大戰之前由台灣的彰化移墾石垣島種植鳳梨的第一代移民，目前已傳至第四代，家族成員超過一百人。影片由第三代成員玉木慎吾的訪談與旁白開展，追溯第一代成員到石垣島的農業開墾史與這個移民家族成員的身分認同。
第一代移民者是玉木慎吾的祖父玉木珍光（漢名：王永木）與祖母玉木玉代（漢名：石玉花）在日治時期農業開墾政策號召下到石垣島開墾農地、種植鳳梨，遇到日本太平洋戰爭戰敗遭遣返台灣，又因台灣發生二二八事件深感動盪於是偷渡至石垣島定居，在沖繩島戰役後美軍佔領沖繩期間隔絕與台灣的交通連結。自二二八事件後至沖繩回歸前，以無國籍身分生活近二十多年，直至回歸後，才取得日本國籍。但自開墾初期台灣人因為使用水牛耕作產能優於當地人緣故，在沖繩始終受到當地人的歧視與排擠；第二代玉木慎吾的大伯玉木秋雄與父親玉木茂治則家族事業的重心轉為蔬果店，是沖繩第一家青果中盤商，父親因為童年與就學時期遭受歧視，所以隱藏自己的台灣身分，直至青壯年時期參與了當地的華僑會，才能夠面對家族背景與身分認同；第三代玉木慎吾現為日本重金屬搖滾樂團的成員，自我認同為日本人，直到跟著《海的彼端》影片拍攝與閱讀了《八重山的台灣人》時，才重新思考自己的身分認同。

## 參展紀錄
- 2016 夏威夷國際電影節[13]
- 2016 DMZ國際紀錄片影展 - 亞洲競賽單元[14]
- 2016 台北電影節[15]
- 2017 大阪亞洲電影節 - 特別招待作品[16]